# Wolfgang Brzuske
Wolfgang Brzuske (* 11. August 1939 in Schlesien; † 22. März 2014) war ein deutscher Fußballspieler. Von 1960 bis 1967 hat der überwiegend als Flügelstürmer im damals praktizierten WM-System einsetzbare Offensivspieler für die SpVgg. Fürth von 1960 bis 1963 in der damals erstklassigen Fußball-Oberliga Süd in 56 Ligaspielen zehn Tore erzielt. Von 1963 bis 1967 folgten danach in der zweitklassigen Fußball-Regionalliga Süd noch weitere 54 Ligaeinsätze mit 27 Toren.

## Laufbahn

### Amateur und Oberliga Süd, bis 1963
Der in Schlesien geborene Wolfgang Brzuske kam nach Ende des Zweiten Weltkriegs nach Franken. Über die Vereinsstationen FC Bayern Hof und 1. FC Bayreuth kam der bayerische und süddeutsche Jugendauswahlspieler zur Runde 1960/61 zur SpVgg Fürth in die damals erstklassige Oberliga Süd. Mit Bayreuth hatte der auf beiden Flügeln einsetzbare Angreifer in der Runde 1959/60 in der 1. Amateurliga Bayern, Gruppe Nord, den 3. Rang belegt und war durch seine Schnelligkeit und beidfüßige Schusskraft den Beobachtern aufgefallen.
Unter Ex-Torjäger und Trainer Horst Schade kam der Neuzugang sogleich am ersten Rundenspieltag, den 14. August 1960, bei einer 1:3-Heimniederlage gegen den VfB Stuttgart zu seinem Oberligadebüt. Er stürmte auf Linksaußen und bildete mit Halbstürmer Karl „Ossi“ Schmidt den linken Flügel der grün-weißen „Kleeblatt“-Elf. Seinen ersten Treffer in der Oberliga erzielte er am vierten Spieltag, den 4. September 1960, bei einem 2:0-Auswärtserfolg beim SV Waldhof Mannheim. Die Runde beendete Fürth am 30. April 1961 mit einem 1:1-Heimremis gegen den Karlsruher SC, bei dem sich Brzuske auf Linksaußen mit KSC-Verteidiger Max Schwall die Mehrzahl der Zweikämpfe geliefert hatte. Die Spielvereinigung hatte den 11. Rang belegt und Brzuske in 22 Ligaeinsätzen sechs Tore erzielt.
Im letzten Jahr der alten erstklassigen Oberliga-Ära, 1962/63, erzielte Brzuske in 17 Ligaeinsätzen an der Seite des überragenden Fürther Akteurs Werner „Mac“ Schneider (29 Spiele mit 20 Toren) zwei Tore und die Grün-Weißen rangierten auf dem 9. Tabellenrang. Sein letztes Oberligaspiel absolvierte der Außenstürmer unter Trainer Jenő Vincze am 31. März 1963 bei einer 1:4-Auswärtsniederlage gegen den FC Schweinfurt 05. Im Angriff war die Kleeblatt-Elf mit Brzuske, „Ossi“ Schmidt, Alfred Stumptner, „Mac“ Schneider und Ernst Perras dabei angetreten. Nach 56 Ligaspielen mit zehn Toren war im Sommer 1963 die Ära der erstklassigen Oberliga Süd beendet und 1963/64 ging es für Fürth und Brzuske in der zweitklassigen Regionalliga Süd weiter.

### Regionalliga Süd, 1963 bis 1967
Am fünften Spieltag, den 1. September 1963, bei einem 3:1-Auswärtserfolg beim ESV Ingolstadt, debütierte Brzuske auf Rechtsaußen in der Regionalliga Süd. Er gehörte auch am 22. September dem Angriff der Heimelf an, welche vor 10.000 Zuschauern dem FC Bayern München ein 1:1 abtrotzte. Er hatte es dabei in erster Linie mit Bayern-Verteidiger Werner Olk zu tun gehabt. Zum 3:2-Auswärtserfolg am 8. Dezember 1963 bei Borussia Fulda steuerte er auf Rechtsaußen zwei Treffer gegen das Heimteam um Hans-Jürgen Himmelmann und Bernd Windhausen bei. Desgleichen glückten dem schnellen Mann mit hartem Schuss zwei Treffer in der Rückrunde Anfang April 1964 beim überraschenden 4:1-Erfolg beim späteren Südmeister Hessen Kassel. Fürth belegte in der Regionalliga Süd den 9. Rang und Brzuske führte gemeinsam mit „Mac“ Schneider mit 13 Treffern die Fürther Torschützenliste an. Neben Mitspielern wie Dieter Emmerling (38 Spiele), Gyula Toth (38), Robert Ehrlinger (37), Erich Tauchmann (34), Ernst Perras (29), Werner Schneider (26) und Norbert Knopf (20) bildete er den Kern der Mannschaft von Trainer Vincze.
Erst in der Rückrunde im April 1964 fanden die Vincze-Schützlinge zu einer besseren Form und konnten Höhepunkte setzen. Im DFB-Pokal trotzte die Spielvereinigung am 7. April dem Bundesligisten Hamburger SV an der Alster ein 1:1 nach Verlängerung ab. Fünf Tage danach, am 12. April, holte sich die Fürther-Mittelfeldmannschaft wie bereits berichtet, beim späteren Südmeister Hessen Kassel mit einem 4:1-Auswärtserfolg beide Punkte ab. Bereits drei Tage nach dem Kasseler Auftritt, am 15. April, reiste der Hamburger SV zum Wiederholungsspiel im Pokal am Ronhof an. Vor 22.000 Zuschauern setzten sich die Mannen um Gyula Toth und Brzuske mit 2:1 nach Verlängerung gegen das Team um Horst Schnoor und Uwe Seeler nach Toren von Brzuske und Norbert Knopf durch. Am 22. April verlor das überstrapazierte Fürth mit 3:4 beim Bundesligisten Hertha BSC das Pokalspiel in der 2. Hauptrunde; am 19. April hatten sie noch das Ligaspiel gegen Amicitia Viernheim zu bewältigen gehabt (5:2). Auch in Berlin war der Fürther Angriff in der Formation mit Brzuske, Knopf, Schneider, Tauchmann und Perras gegen die Hertha-Akteure wie Otto Rehhagel, Hans Eder, Hans-Joachim Altendorff, Helmut Faeder und Lutz Steinert aufgelaufen.
In der zweiten Regionalligasaison 1964/65, jetzt unter Trainer Željko Čajkovski, verharrte man mit dem 8. Rang weiter im Tabellenmittelfeld. In einem Vorbereitungsspiel hatte Brzuske am 25. Juli 1964 gegen den FC Schalke 04 einen Wadenbeinbruch erlitten und konnte erst im Oktober den Punktspielbetrieb aufnehmen. In 17 Rundenspielen erzielte er zehn Tore. In seinem dritten Regionalligajahr, 1965/66, kamen noch 12 weitere Verbandsspieleinsätze (4 Tore) hinzu und im Sommer 1967 kehrte er dem Vertragsfußball den Rücken und übernahm zur Runde 1967/68 den SV Großhabersdorf im Landkreis Fürth als Spielertrainer.